# アメリカン・バイオレンス (1996年の映画)
『アメリカン・バイオレンス』（American Strays）は、1996年のアメリカ映画。 
砂漠を舞台に繰り広げられるバイオレンス・アクション。TVドラマ出身のルーク・ペリーなど異色のキャストのB級アクションである。

## スタッフ
- 監督・脚本：マイケル・コバート
- 撮影：シード・ミュタレヴィッチ
- 音楽：ジョン・グレアム

## キャスト
- ルーク・ペリー：ジョニー
- サム・J・ジョーンズ
- スコット・プランク
- メローラ・ウォルターズ：シンディ
- エリック・ロバーツ：マーティン
- ジョン・サヴェージ：ドウェイン
- ジェニファー・ティリー：パティ
- ブライオン・ジェームズ
- ウィル・ロスハー
- ジョー・ヴィテレリ